# My Michelle
«My Michelle» es una canción de la banda de hard rock estadounidense Guns N' Roses, escrita por Axl Rose y que vio la luz en el álbum debut de la banda de 1987, Appetite for Destruction. 

## Composición
La canción está inspirada en una amiga de la banda, una chica llamada Michelle Young, la cual está en los créditos de la contraportada del Appetite for Destruction. Según Axl Rose, estando Izzy, Michelle y él en el coche, sonó en la radio "Your Song" de Elton John y Michelle comentó que a ella le gustaría que alguien escribiese una canción dedicada a ella.
El primer intento de Axl fue una canción romántica y melosa pero que estaba totalmente alejada de la realidad de la vida de Michelle. Como no le gustó esta versión la borró y la reescribió siendo totalmente honesto. Fue a enseñarle esta nueva versión a Michelle pensando que se ofendería ya que Axl reflejó en ella todos los aspectos oscuros de la vida de Michelle, como su adicción a las drogas, la muerte de su madre o el trabajo de su padre en la industria pornográfica.

## Versiones
- La canción fue versionada por el grupo de punk A Fire Inside en el CD recopilación Punk Goes Metal.
- También fue versionada por el grupo de Mathcore The Dillinger Escape Plan para el polémico álbum, Bring You To Your Knees: A Tribute To Guns' N' Roses. Los miembros de DEP admitieron más tarde que el álbum fue horriblemente grabado pero que quedaron contentos con el resultado de la canción.[1]
- La banda punkrock de Memphis Lover! la versionó en su LP "Gathered in the graveyard".
- Los Red Hot Chili Peppers tocaron en vivo la intro en 1989.
- La banda L.A. Guns también versionó el tema, que luego saldría en el disco Ultimate Guns.